# Skullduggery
Pour plus de détails, voir Fiche technique et Distribution.
Skullduggery est un film américain réalisé par Gordon Douglas, sorti en 1970.

## Synopsis
En Papouasie-Nouvelle-Guinée, les Topis, semblent être le chaînon manquant entre le singe et l'être humain. Ils sont réduits en esclavage.

## Fiche technique
- Titre : Skullduggery
- Réalisation : Gordon Douglas
- Scénario : Nelson Gidding d'après Les Animaux dénaturés de Vercors
- Musique : Oliver Nelson
- Photographie : Robert C. Moreno
- Montage : John Woodcock
- Production : Saul David
- Société de production : Universal Pictures
- Société de distribution : Universal Pictures (États-Unis)
- Pays de production :  États-Unis
- Genre : Aventure
- Durée : 105 minutes
- Date de sortie : 
  - États-Unis : 6 mars 1970

## Distribution
- Burt Reynolds : Douglas Temple
- Susan Clark : Dr. Sybil Greame
- Roger C. Carmel : Otto Kreps
- Paul Hubschmid : Vancruysen
- Chips Rafferty : le père Pop Dillingham
- Alexander Knox : Buffington
- Pat Suzuki : Topazia
- Edward Fox : Bruce Spofford
- Wilfrid Hyde-White : Eaton
- William Horace Marshall : l'avocat général
- Rhys Williams : le juge Draper
- Mort Marshall : Dr. Figgins
- Michael St. Clair : Tee Hee Lawrence
- Booker Bradshaw : Smoot
- John Kimberley : Epstein

## Accueil
Le film a reçu la note de 1/5 sur AllMovie